# Vincenzo De Bartholomaeis
Vincenzo De Bartholomaeis (* 8. Januar 1867 in Carapelle Calvisio; † 28. Juni 1953 in Mailand) war ein italienischer  Romanist und Mediävist.

## Leben und Werk
De Bartholomaeis studierte in Rom bei Ernesto Monaci. Nach dem Abschluss war er Gymnasiallehrer in Reggio Calabria, Foggia, Catania und Lodi (Lombardei). Er wurde 1904 Privatdozent und 1905 Professor an der Universität Genua (als Nachfolger von Cesare De Lollis). Von 1908 bis 1937 war De Bartholomaeis der erste Ordinarius für Romanische Philologie an der Universität Bologna.
De Bartholomaeis war Mitglied der Accademia dei Lincei.
An der Universität L’Aquila trägt ein Zentrum für literarische Abruzzenforschung  („Centro di Ricerche Letterarie Abruzzesi V. De Bartholomaeis“) seinen Namen.

## Werke
- Ricerche abruzzesi, in: Bullettino  dell’Istituto Storico Italiano 8, 1889, S. 75–173
- Di alcune rappresentazioni italiane, in: Studi di filologia romanza 16, 1893, S. 161–245
- (Hrsg.) Libro delle tre scritture e dei Volgari delle Vanità di Bonvesin da La Riva, Rom 1901
- (Hrsg.) Cronaca aquilana rimata di Buccio di Ranallo di Popplito di Aquila, Rom 1907
- (Hrsg.) Tristano. Gli episodi principali della leggenda in versioni francesi, spagnole e italiane, Bologna 1922
- Le origini della poesia drammatica italiana, Bologna 1924, Turin 1952, Lucca 2009
- (Hrsg. mit Luigi Rivera) Il teatro abruzzese del Medio Evo, Bologna 1924, 1979, 1997
- (Hrsg.) Rime giullaresche e popolari d’Italia, Bologna 1926, 1977
- Le carte di Giovanni Maria Barbieri nell’Archiginnasio di Bologna, Bologna 1927
- (Hrsg.) Poesie Provenzali storiche relative all’Italia, 2 Bde., Rom 1931, Turin 1969
- (Hrsg.) Storia de’Normanni di Amato di Montecassino volgarizzata in antico francese, Rom 1935, Turin 1970
- (Hrsg.) Laudi drammatiche e rappresentazioni sacre, 3 Bde., Florenz 1943, 1967
- Primordi della lirica d’arte in Italia, Torino 1943